# Бойцовське сільське поселення
Бойцо́вське сільське поселення (рос. Бойцовское сельское поселение) — сільське поселення у складі Бікінського району Хабаровського краю Росії.
Адміністративний центр — селище Бойцово.

## Населення
Населення сільського поселення становить 70 осіб (2019; 80 у 2010, 111 у 2002).

## Склад
До складу сільського поселення входять:
| Населений пункт   | Населення, осіб (2002) | Населення, осіб (2010) |
| ----------------- | ---------------------- | ---------------------- |
| Бойцово, селище   | 68                     | 54                     |
| Перелісок, селище | 43                     | 26                     |